# Гольц, Ника Георгиевна
Ни́ка Гео́ргиевна Гольц (10 марта 1925 — 9 ноября 2012) — советская и российская художница, известная прежде всего как книжный иллюстратор. Заслуженный художник Российской Федерации (2000).

## Жизнь и творчество
Отец — Георгий Павлович Гольц, ученик В. А. Фаворского, академик архитектуры, театральный художник и график. Племянница поэта Павла Антокольского.
В 1939—1942 годах Ника Георгиевна училась в Московской средней художественной школе, в 1943—1950 гг. — в Московском государственном художественном институте имени В. И. Сурикова на монументальном отделении в мастерской Н. М. Чернышёва. Первоначально увлекалась фресковой живописью, однако мастерскую Чернышёва закрыли (в 1949 году вместе с рядом других «формалистов» он был уволен из МГХИ), и проявить себя в этом жанре ей удалось лишь однажды и позже: ей принадлежат фрески в здании детского музыкального театра имени Наталии Сац в Москве, в том числе два панно по эскизам её отца Георгия Гольца.
С 1953 года работала в книжной и станковой графике. Книги с иллюстрациями Ники Гольц выходили в издательствах «Детская литература», «Советский художник», «Советская Россия», «Русская книга», «Правда», «Художественная литература», «ЭКСМО-Пресс» и других. Известна иллюстрациями сказок и фантастических произведений (фольклор, Гофман, Гоголь, Перро, Андерсен, Одоевский, Антоний Погорельский и др.); эти работы Гольц получали и получают высокую оценку критики (некоторые даже называют Гольц «лучшим в мире иллюстратором сказок»).
Похоронена в Москве на Новодевичьем кладбище.

## Выставки
Канада, Индия, Дания (1964); Югославия (1968); Биеннале в Болонье (Италия, 1971); Биеннале в Италии (1973); «Книга-75»; Выставка иллюстраторов произведений братьев Гримм в Берлине (1985); Дания (г. Орхус, 1990; г. Вейле, 1993) совместно с датскими художниками.

## Награды
- Заслуженный художник Российской Федерации (2000) — за заслуги в области искусства[4]

В 2006 году Ника Георгиевна Гольц награждена Дипломом Х. К. Андерсена Международного Совета по детской книге (IBBY) за иллюстрации к сборнику «Большая книга лучших сказок Андерсена».